# Конрингия
Конри́нгия, или Голу́ха (лат. Conríngia) — род травянистых растений семейства Капустные (Brassicaceae).

## Ботаническое описание

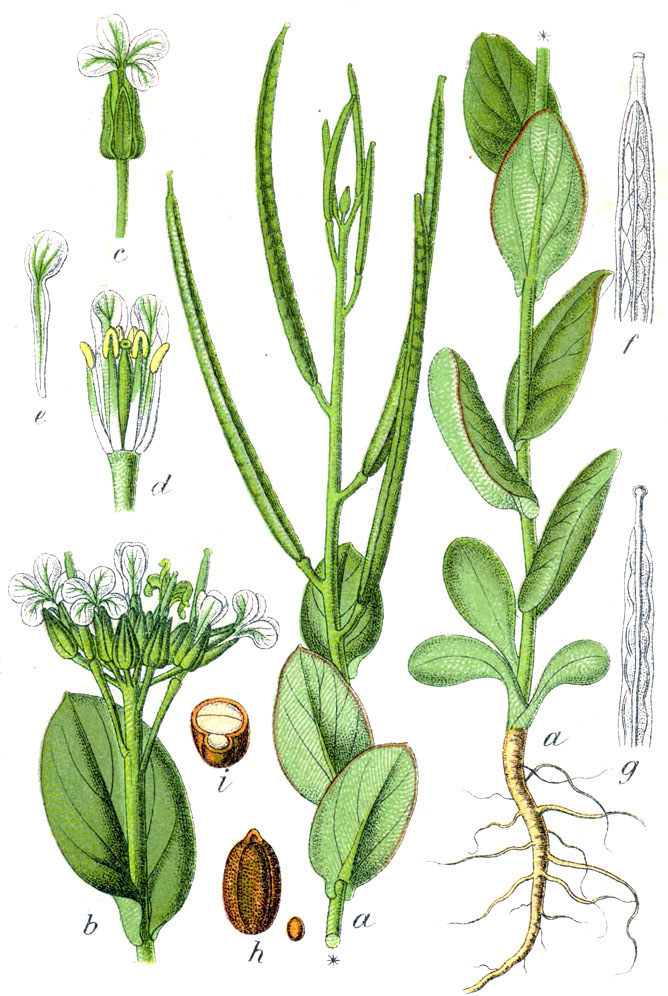
.

Однолетние голые растения, часто сизоватые с цельнокрайными стеблеобъемлющими листьями.
Чашелистики прямые, боковые при основании мешковидные. Лепестки с длинными ноготками, светло-жёлтые, иногда с красными жилками.
Плод — двустворчатый стручок, цилиндрический, 4—8-гранный, реже плоский, длиной 7—12 см.

## Распространение и экология
Произрастает в Передней и Средней Азии, Западной Сибири, Сирии, Иране.

## Классификация

### Таксономия[3]
Conringia Heist. ex Fabr., 1759, Enum. : 160
Род Конрингия относится к семейству Капустные (Brassicaceae) порядка Капустоцветные (Brassicales). Кладограмма в соответствии с Системой APG IV по состоянию на июнь 2023 года:
|  |                                      |  |                                   |                                   |                     |  | ещё 16 семейств |              |               |                                                         |
|  |                                      |  |                                   |                                   |                     |  |                 |              |               | 6 подтвержденных видов и 1 вид, ожидающий подтверждения |
|  |                                      |  |                                   | порядок Капустоцветные            |                     |  |                 |              | род Конрингия |                                                         |
|  |                                      |  |                                   | порядок Капустоцветные            |                     |  |                 |              | род Конрингия |                                                         |
|  | отдел Цветковые, или Покрытосеменные |  |                                   |                                   | семейство Капустные |  |                 |              |               |                                                         |
|  | отдел Цветковые, или Покрытосеменные |  |                                   |                                   |                     |  |                 |              |               |                                                         |
|  |                                      |  | ещё 63 порядка цветковых растений | ещё 63 порядка цветковых растений |                     |  |                 | ещё 354 рода | ещё 354 рода  |                                                         |
|  |                                      |  |                                   | ещё 63 порядка цветковых растений |                     |  |                 |              | ещё 354 рода  |                                                         |

### Виды
- Conringia austriaca (Jacq.) Sweet — Конрингия австрийская
- Conringia clavata Boiss.
- Conringia grandiflora Boiss. & Heldr.
- Conringia orientalis (L.) Dumort. typus[4] — Конрингия восточная
- Conringia persica Boiss. — Конригия иранская
- Conringia planisiliqua Fisch. & C.A.Mey. — Конрингия плоскоплодная